# Długomiłowice (gromada)
Długomiłowice – dawna gromada, czyli najmniejsza jednostka podziału terytorialnego Polskiej Rzeczypospolitej Ludowej w latach 1954–1972.
Gromady, z gromadzkimi radami narodowymi (GRN) jako organami władzy najniższego stopnia na wsi, funkcjonowały od reformy reorganizującej administrację wiejską przeprowadzonej jesienią 1954 do momentu ich zniesienia z dniem 1 stycznia 1973, tym samym wypierając organizację gminną w latach 1954–1972.
Gromadę Długomiłowice z siedzibą GRN w Długomiłowicach utworzono – jako jedną z 8759 gromad na obszarze Polski – w powiecie kozielskim w woj. opolskim, na mocy uchwały nr VII/22/54 WRN w Opolu z dnia 4 października 1954. W skład jednostki weszły obszary dotychczasowych gromad Długomiłowice, Dębowa, Naczysławki i Gierałtowice ze zniesionej gminy Reńska Wieś w tymże powiecie. Dla gromady ustalono 24 członków gromadzkiej rady narodowej.
Gromadę zniesiono 1 stycznia 1969, a jej obszar włączono do gromady Reńska Wieś w tymże powiecie.